# MD.45
MD.45 est un groupe éphémère de heavy metal américain, originaire de San Francisco, en Californie. Le groupe n'est actif que durant une année, et ne compte qu'un seul album studio, The Craving.

## Biographie
MD.45 est formé en 1996 en tant que projet collaboratif de Dave Mustaine, le chanteur/guitariste rythmique et soliste du groupe Megadeth, et de Lee Ving, chanteur du groupe de punk Fear. En parallèle à Megadeth, Mustaine décide de lancer un projet musical orienté punk et metal,. Le nom du groupe est composé des initiales de Dave Mustaine (MD) et de Lee Ving (VL), à l'origine du projet. Avec une petite subtilité : 45 doit être écrit en chiffres romains, c'est-à-dire VL.
Le groupe publie son premier et seul album studio, The Craving, le 29 mai 1996 au Japon, et le 23 juillet à l'international. L'album est plutôt bien accueilli par l'ensemble de la presse spécialisée,. En 2004, Dave Mustaine ressort sept albums de Megadeth en version remastérisée, ainsi que The Craving dans une version sur laquelle il remplace le chant de Lee Ving par le sien.

## Membres
- Dave Mustaine - guitare (1996)
- Lee Ving - chant (1996)
- Kelly LeMieux (Buckcherry) - basse (1996)
- Jimmy DeGrasso - batterie (ex-Ozzy Osbourne, ex-Suicidal Tendencies, ex-Alice Cooper, ex-White Lion, ex-Megadeth) (1996)

## Discographie
- 1996 : The Craving (rééditée en 2004, version remastérisée et avec les parties de chant réenregistrées par Dave Mustaine)